# Eleccions generals índies de 2024
Les eleccions generals índies de 2024 se celebraren a l'Índia del 19 d'abril a l'1 de juny en set fases, per triar els 543 membres del Lok Sabha. Els vots es comptaran i els resultats es proclamaran el 4 de juny de 2024.
Aquestes són les eleccions més grans de la història, superant les eleccions anteriors, i duren 44 dies, només per darrere de les eleccions generals índies de 1951–52. El primer ministre en funcions, Narendra Modi, que va completar un segon mandat, es presenta per un tercer mandat consecutiu.
Almenys 969 milions de persones d'una població de 1.400 milions de persones tenen dret a votar, equivalent al 70% de la població total. Les eleccions a l'assemblea legislativa als estats d'Andhra Pradesh, Arunachal Pradesh, Odisha i Sikkim s'han de celebrar simultàniament a les eleccions generals, juntament amb les eleccions parcials per a 25 circumscripcions electorals en 12 assemblees legislatives.

## Antecedents
L'Índia té un sistema multipartidista amb dos partits principals, el Partit Bharatiya Janata i el Congrés Nacional Indi que dominen la política a nivell nacional. El Partit Bharatiya Janata governa el país amb Narendra Modi al capdavant des del 2014. Les eleccions generals índies de 2019 es van celebrar entre l'abril i el maig, després de les quals l'Aliança Democràtica Nacional, liderada pel Partit Bharatiya Janata, va formar el govern de la unió, amb Modi continuant com a primer ministre. Rahul Gandhi va dimitir com a líder del Congrés Nacional Indi després de la dura derrota a les eleccions de 2019 i Sonia Gandhi va tornar al càrrec com a presidenta de manera provisional, fins que les eleccions es van celebrar el 2022 a causa de la pandèmia de COVID-19, sent escollit Mallikarjun Kharge per àmplia majoria.
Durant el govern de Modi el país s'ha polaritzat entorn afers religiosos, i Modi ha reforçat el seu control sobre les institucions democràtiques com no passava des del govern d'Indira Gandhi a la dècada de 1970, amb les minories sentint-se perseguides per les polítiques nacionalistes hindúe, i la dissidència sent silenciada.
En el seu segon mandat, la seva administració va revocar l'autonomia de Jammu i Caixmir, i va introduir la Llei de modificació de la ciutadania, provocant protestes generalitzades i estimulant els disturbis de Delhi del 2020 en què els musulmans van ser atacats i morts per turbes hindús. L'Agència Índia d'Investigació Espacial va aterrar amb èxit la missió lunar Chandrayaan 3.

## Sistema electoral
L'article 83 de la Constitució de l'Índia exigeix que les eleccions al Lok Sabha se celebrin una vegada cada cinc anys. Els 543 diputats són elegits per vot a segon torn instantani, en què cada una de les circumscripcions electorals elegeix un membre. La 104a esmena a la constitució va abolir els dos escons que estaven reservats per a la comunitat anglo-índia.

## Resultats

Resultats de les eleccions índies de 2024

|  | Aliança Democràtica Nacional | Aliança Democràtica Nacional | Aliança Democràtica Nacional | 283.010.926 | 44,294 | 293 | 60     | Govern |
|  | Partit del Poble Indi        | Partit del Poble Indi        | 235.974.144                  | 38,42       | 240    | 63  | Govern |        |
|  | Telugu Desam                 | Telugu Desam                 | 12.775.270                   | 2,08        | 16     | ▲13 | Govern |        |
|  | Janata Dal                   | Janata Dal                   | 8.039.663                    | 1,31        | 12     | 4   | Govern |        |

L'Aliança Democràtica Nacional liderada pel Partit del Poble Indi (BJP) va superar la majoria absoluta de 272 i va guanyar 293 escons. Tanmateix el BJP de Narendra Modi, a diferència de les eleccions anteriors, amb 240 escons no va guanyar la majoria a les dues cambres, perdent 63 escons dels 303 escons que havien obtingut a les eleccions generals índies de 2019 i van perdre el control de les dues cambres des de les eleccions generals índies de 2014. L'aliança INDIA liderada per Congrés Nacional Indi va obtenir millors resultats dels pronosticats per les enquestes, amb 235 escons dels quals 99 van ser guanyats pel Partit del Congrés, 37 pel Partit Samajwadi i 29 escons de Bengala Occidental els va guanyar el Trinamool Congress dirigit per Mamata Banerjee.

## Conseqüències
Sense els 272 necessaris per a la majoria absoluta, necessitava del suport d'altres partits per governar i després de reunir-se amb el altres membres de la coalició Aliança Democràtica Nacional el 5 de juny, Narendra Modi va ser avalat formalment per tornar a ser primer ministre i va ser investit com a primer ministre el 9 de juny.